# Chris Niosi
Chris Niosi (* 31. Dezember 1988 in Northport, New York) ist ein US-amerikanischer Animator und Synchronsprecher.

## Synchronsprecherrollen

### Animationen
- 25 Cents a Chop – Tommy Rumba
- Blenderstein! – Boyle the Hunchback
- Monster Boy – Chris
- Our President – Cat, Dog, Business Man
- Sprinkle Me With Love – Zach
- TOME – Kirbopher, Zetto
- Wonders of the Universe – Rut2

### Anime
- Bakuman – Yujiro Hattori
- Berserk – Additional Voices
- Pokémon DP: Galactic Battle – Khoury
- Pokémon Generationen – Achromas, Artie, Sandro
- Ready? Set! Crafts! – Male Voice

### Videospiele
- Curiosityville – Pablo
- Dust: An Elysian Tail – Moonblood #1
- Galactic Phantasy Prelude – Moymoy, Sphinxian #1
- Haunt the House: Terrortown – Thief, Diver
- Hunters: Relic of Stars – Alcor
- Jisei – Detective Mikolaj Gurski
- Kansei – Detective Mikolaj Gurski
- Loren The Amazon Princess – Ramas
- Primordia – Oswald Factorbuilt, 187
- Resonance – Ozzy, Officer Johnson
- Rocketeers – Voice
- Yousei – Detective Mikolaj Gurski